# Haydée, ou Le secret
Haydée, ou Le secret (AWV 40, deutscher Titel: Haydée oder Das Geheimnis) ist eine Opéra-comique in drei Akten von Daniel-François-Esprit Auber (Musik) mit einem Libretto von Eugène Scribe. Sie wurde am 28. Dezember 1847 in der Salle Favart II der Opéra-Comique in Paris uraufgeführt.

## Handlung

### Kurzfassung
Der erfolgreiche venezianische Admiral Lorédan Grimani leidet unter schweren Schuldgefühlen. Er hatte einst beim Glücksspiel betrogen und dadurch den Selbstmord seines Spielgefährten, des Senators Donato, verursacht. Als Wiedergutmachung adoptierte er die Nichte des Toten, die Waise Rafaela, und schwor sich, den vermissten Sohn Donatos ausfindig zu machen. Die griechische Sklavin Haydée war ursprünglich eine Gefangene des venezianischen Kapitäns Malipieri. Lorédan kaufte sie diesem für einen hohen Preis ab und übergab sie Rafaela. Niemand weiß, dass sie in Wirklichkeit zur königlichen Familie Zyperns gehört.
Erster Akt. Am Vorabend ihrer Rückreise von Zara (Zadar) nach Venedig feiern die venezianischen Offiziere ein Fest. Man geht davon aus, dass die Türken die Flotte angreifen werden. Der Fähnrich André Donato will sich Malipieri als Soldat andienen, wird jedoch brüsk abgewiesen. Später wird er vom Admiral persönlich in die Truppen aufgenommen. Auch Malipieri erhält eine Abfuhr, als er bei Lorédan um die Hand Rafaelas anhält. Er schwört Rache. Zufällig hört er, wie Lorédan im Schlaf sein Trauma erneut durchlebt, und findet bei ihm einen belastenden Brief. Er kennt nun dessen Geheimnis.
Zweiter Akt. Auf der Rückfahrt haben die Venezianer die angreifende türkische Flotte bezwungen und feiern ihren Sieg. André kämpfte tapfer an der Seite des Admirals, wird aber seit der Schlacht vermisst. Wenig später bringt er ein von ihm mit wenigen Soldaten selbst erobertes türkisches Schiff zur Flotte. Malipieri macht ihm das Recht auf seine Beute streitig, wird aber vom Admiral zurechtgewiesen. Lorédan erkennt, dass André der Sohn des von ihm betrogenen Senators ist. Obwohl Malipieri droht, sein Geheimnis zu verraten, ernennt Lorédan André zum Kapitän des erbeuteten Schiffs.
Dritter Akt. In Venedig schwärmt Haydée von Lorédan. Rafaela hingegen liebt André. Das Volk feiert Lorédan als Sieger über die Türken. Da er inzwischen von Haydées vornehmer Herkunft erfahren hat, lässt er sie frei. Malipieri weist Lorédans Duellforderung zurück und erpresst ihn erneut: Nur die Hand Rafaelas könne ihn zum Schweigen bringen. Lorédan verkündet daraufhin, Rafaela selbst heiraten zu wollen. Als diese ihm aber ihre Liebe zu André gesteht, ist er damit einverstanden und überträgt den beiden zudem seinen gesamten Besitz. Da er den nun bevorstehenden Ehrverlust nicht ertragen kann, will er sich selbst töten. Haydée verhindert dies durch eine Liebeserklärung. Um Malipieri zu beschwichtigen und Lorédans Ehre zu retten, bietet sie sich diesem als Gattin an. Der Zehnerrats bestimmt unterdessen Lorédan zum neuen Dogen. André tötet Malipieri im Duell. Lorédan akzeptiert die Dogenwürde und begnadigt ihn, bevor er Haydée die Hand reicht.

### Erster Akt
Prächtiges Zimmer im Gouverneurspalast zu Zara (Zadar)
Szene 1. Der venezianische Admiral Lorédan Grimani feiert mit seinen Offizieren, darunter Kapitän Malipieri (Introduktion: „Enfans de la noble Venise“). Der Matrose Domenico wartet auf. Die Flotte soll am nächsten Tag nach Venedig zurückkehren, und dabei wird es voraussichtlich zur Schlacht mit den Türken kommen. Malipieri lädt alle zu einem Glücksspiel ein. Lorédan hat Wichtigeres zu tun und will sich gerade zurückziehen, als die griechische Sklavin Haydée eintritt.
Szene 2. Haydée teilt Lorédan mit, dass ihre Herrin, sein Mündel Rafaela, ihn unter vier Augen sprechen wolle.
Szene 3. Während Haydée Lorédan nachschaut, unterhält sie sich mit Domenico über den guten Charakter des Admirals. Domenico hat sein gutes Auskommen als Gondoliere aufgegeben, um unter ihm dienen zu dürfen. Haydée selbst, die nach einem Gemetzel auf Zypern dem grausamen Malipieri in die Hände gefallen war, hatte er diesem für einen hohen Preis abgekauft, um ihr bei Rafaela ein besseres Leben zu ermöglichen. Letztere wiederum hatte er im Alter von 12 Jahren nach dem Selbstmord ihres Vaters adoptiert, obwohl er ihren Vater nur flüchtig kannte und sie noch nie gesehen hatte. Domenico erzählt, dass Lorédan in seiner Jugend ein Lebemann war, sich aber plötzlich änderte, um sein Leben dem Kampf gegen die Türken zu widmen und durch seine Erfolge bis zum Admiral aufstieg. Seine einstige Fröhlichkeit habe er vollständig verloren. Eines Nachts beobachtete Domenico ihn schlafwandelnd bei einem imaginären Würfelspiel. Er glaubt, dass Lorédan sein Leben Haydée verdankt, die ihn vor drei Monaten nach einer schweren Verwundung pflegte.
Szene 4. Malipieri befiehlt Domenico, Erfrischungen für die Gäste zu holen. Er selbst hat sich nach großen Spielverlusten von der Gesellschaft verabschiedet und überlegt, wie er in Venedig seine Schulden bezahlen kann. Er bedauert noch immer, dass er Haydée dem Admiral abtreten musste. Da er vermutet, dass Lorédan ein Geheimnis wahrt, versucht er, Haydée über ihn auszuhorchen. Haydée berichtet aber nur Gutes über ihn (Couplets Haydée: „Il dit qu’à sa noble patrie“).
Szene 5. Der Fähnrich André Donato bittet Malipieri, ihn als Freiwilligen im Kampf gegen die Türken in seine Kompanie aufzunehmen. Der weist ihn jedoch mit beleidigenden Worten zurück. Als die Situation zu eskalieren droht, flüstert Haydée dem jungen Mann zu, um zwei Uhr wiederzukommen. Dann könne er den Admiral persönlich sprechen. Er zieht sich zurück.
Szene 6. Während Haydée Schreibzeug für Lorédan holt, bittet Malipieri den Admiral um die Hand Rafaelas (Couplets Malipieri: „A la voix séduisande, au regard virginal“). Lorédan weist ihn ab. Er hat andere Pläne für sie.
Szene 7. Haydée, die den Schluss des Gesprächs vernommen hat, weist Lorédan darauf hin, dass Malipieri sein Todfeind sei und Rafaela keinesfalls aus Liebe heiraten wolle. Sie vermutet sogar, dass er Lorédan im Auftrag des Dogen und des Zehnerrats ausspioniere. Lorédan ist derselben Ansicht, fürchtet sich aber nicht vor ihm. Er teilt Haydée mit, dass er sie und Rafaela mit nach Venedig nehmen wolle und beabsichtige, Rafaela zu heiraten – allerdings nicht aus Liebe, sondern weil er dies jemandem geschworen habe.
Szene 8. Lorédan fragt Rafaela, ob sie in eine Ehe mit ihm einwilligen würde (Quartett Haydée/Rafaela/Lorédan/André: „Mes jours voués à la tristesse“).
Szene 9. André kehrt zurück, um den Admiral um seine Aufnahme in das Heer zu bitten. Haydée macht ihm Mut (Fortsetzung des Quartetts). Zwar ist gerade keine Stelle frei – da André aber Mut zeigt und auch ohne Sold kämpfen will, nimmt Lorédan ihn an.
Szene 10. Haydée ist beeindruckt von der Zielstrebigkeit des Fähnrichs. Sie glaubt, dass ihn nicht nur der Ruhm, sondern auch noch eine andere Leidenschaft dazu anspornt.

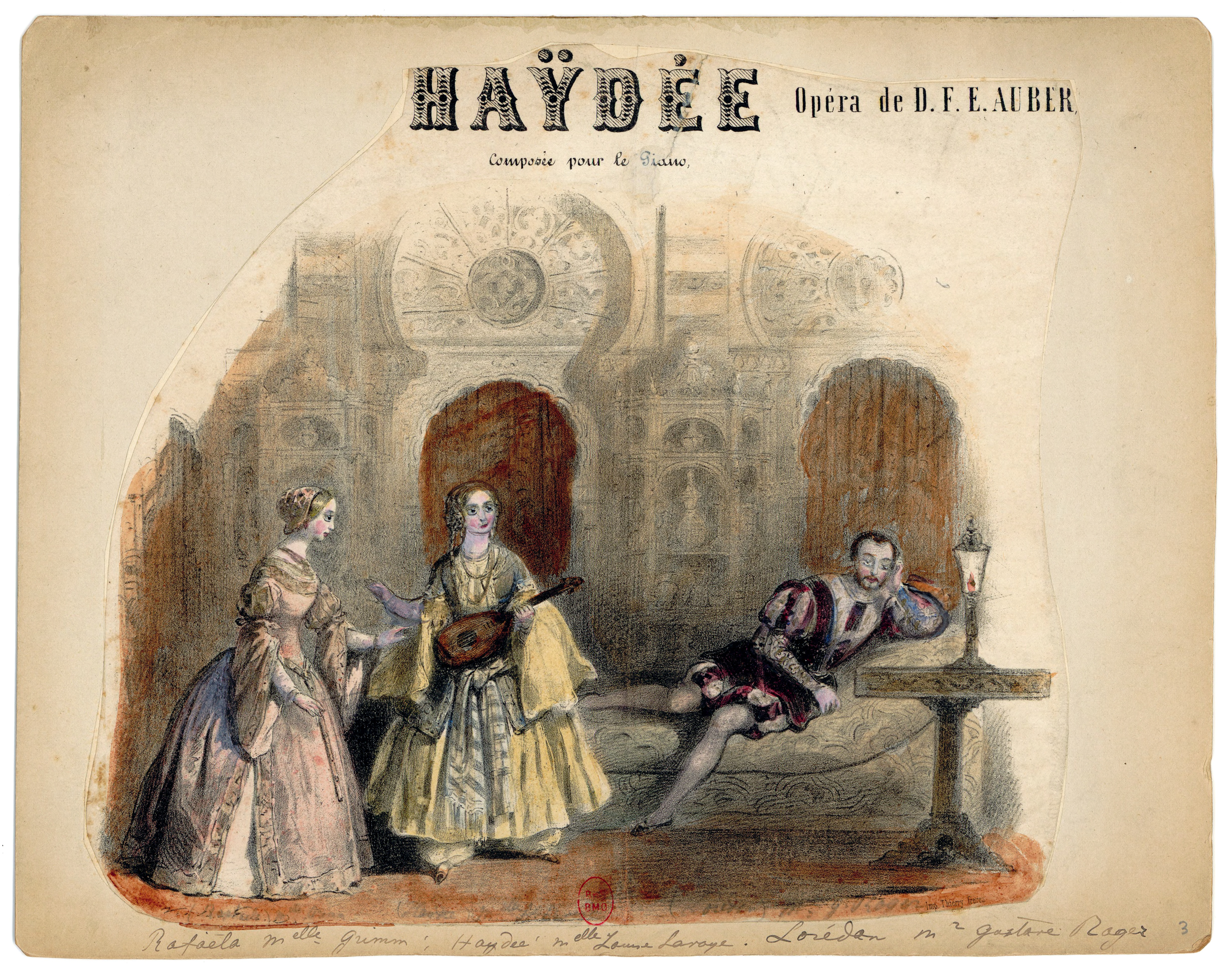
Szenenbild von Victor Coindre, 1848

Szene 11. Lorédan fordert Domenico auf, die Gäste zum Aufbruch zu drängen, da sie morgen abreisen wollen. Er gesteht, dass er selbst Probleme beim Einschlafen habe, da ihm zu viel durch den Kopf gehe. Domenico bittet die Mädchen, ihm zur Beruhigung etwas vorzusingen.
Szene 12. Haydée und Rafaela singen den Admiral in den Schlaf (Sicilienne Haydée/Rafaela: „C’est la fête au Liddo“).
Szene 13. Nachdem sich die Frauen zurückgezogen haben, tritt Malipieri vorsichtig ein, ohne den Admiral zu wecken, den er aufs Blut hasst (Arie Malipieri: „Me voici géneral à vos ordres sévères j’accours“). So wird er Zeuge, wie Lorédan im Schlaf redend ein Trauma seiner Vergangenheit erneut durchlebt: Er hatte einst beim Würfelspiel mit dem venezianischen Senator Donato betrogen (Szene Lorédan/Malipieri: „Ah! que la nuit est belle“). Der dadurch ruinierte Senator beging anschließend Selbstmord. Um sein Gewissen zu beruhigen, nahm Lorédan dessen verwaiste Nichte Rafaela bei sich auf und schwor sich, nach dem vermissten Sohn Donatos zu suchen. Malipieri nimmt einen Brief Lorédans an letzteren an sich, in dem der Admiral seine Schuld eingesteht.

### Zweiter Akt

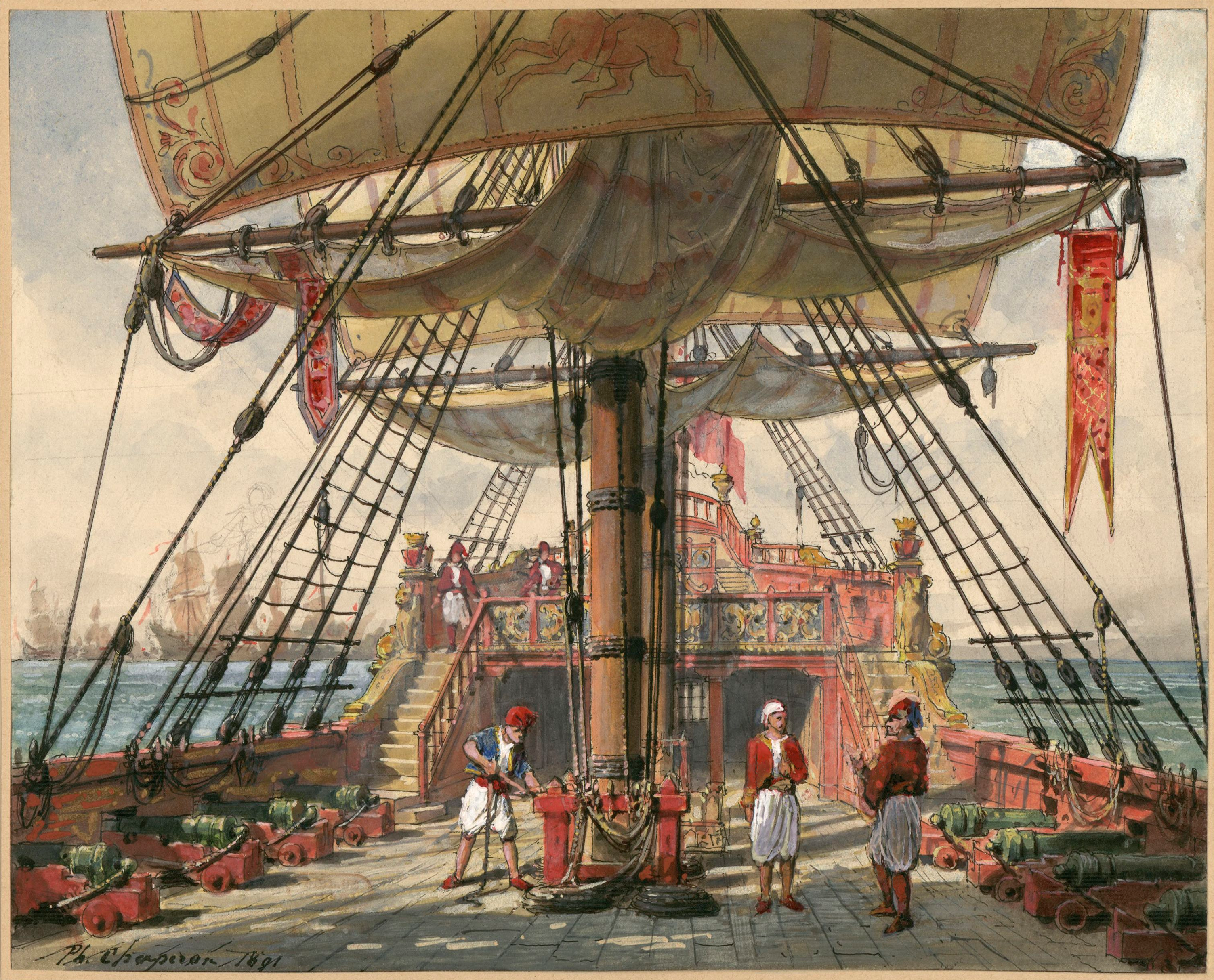
Szenenbild von Philippe Chaperon, 1891

An Deck des venezianischen Admiralsschiffs; im Hintergrund das Meer und fliehende türkische Schiffe
Szene 1. Wie erwartet, wurde die Flotte bei der Überfahrt von den Türken angegriffen. Die Venezianer konnten sie aber schnell in die Flucht schlagen und feiern nun ihren Sieg (Arie Lorédan/Chor: „Victoire aux enfans de Saint Marc“).
Szene 2. Vom Mast aus beobachtet Domenico, wie ein fliehendes Schiff von Venezianern gestellt und eingenommen wird. Als unter den Soldaten Streit um die Beute ausbricht, rät er ihnen, darum zu würfeln. Lorédan jedoch will auf seinem Schiff kein Glücksspiel dulden. Das reizt Malipieri zu einer spöttischen Anspielung an seine Vergangenheit.
Szene 3. Rafaela und Haydée, die sich während des Kampfes unter Deck zurückgezogen hatten, kommen heraus und lassen sich den Fortgang der Schlacht berichten. Sie erfahren, dass André wie ein Löwe an Lorédans Seite kämpfte, jetzt aber vermisst wird. Lorédan fordert die Soldaten auf, ihren Sieg maßvoll mit Gesang und Wein zu feiern. Er selbst zieht sich mit den Offizieren zurück.
Szene 4. Rafaela erzählt Haydée, dass sie André schon lange kennt, ihn aber aus den Augen verloren hatte (Arie Rafaela: „Unis par la naissance“).
Szene 5. Domenico bringt zur Feier ein Fass mit Rum herbei und bittet Haydée, zur Einstimmung ein Lied vorzutragen (Couplets Haydée/Chor: „C’est la corvette qui leste et coquette“). Da bemerkt er ein türkisches Schiff, das auf sie zusteuert. An Deck befindet sich der vermisste André.
Szene 6. Rafaela und Haydée sind erleichtert, dass ihr Schützling wohlauf ist.
Szene 7. Domenico erzählt den Frauen, dass André mit nur zehn Soldaten das feindliche Schiff eingenommen habe. Malipieri wolle ihm jedoch die Prise streitig machen, da seine Mitkämpfer seiner Kompanie angehörten. Haydée will sofort den Admiral hinzuziehen, um André zu seinem Recht zu verhelfen. Domenico rät jedoch ab: Lorédan habe plötzlich schlechte Laune bekommen, als er ihm eine Idee vorgestellt habe.
Szene 8. Lorédan teilt Haydée mit, dass er ihren und Domenicos Wunsch gerne erfülle und sie mit sofortiger Wirkung freilasse. Er glaubt, die beiden seien ein Paar. Haydée versichert ihm, dass dies nicht der Fall ist. Sie erzählt ihm von Malipieris Verhalten André gegenüber, und Lorédan verspricht, sich darum zu kümmern.
Szene 9. Als Lorédan Malipieri befiehlt, André seine Beute zu lassen, droht dieser, sein Geheimnis zu verraten (Duett Lorédan/Malipieri: „Je sais le débat qui s’agite“). Aufgrund von Lorédans Erschütterung geht Malipieri davon aus, sein Ziel erreicht zu haben.
Szene 10. Haydée und André bedanken sich bei Lorédan für seine Hilfe. Der meint nun, er würde ihm seinen Lohn gerne bewilligen, würde aber in Venedig vom Dogen überstimmt werden, weil nur Patrizier ein Schiffskommando erhalten dürften. André entgegnet, dass er sehr wohl einer Patrizierfamilie entstamme, dies aber verheimliche, weil sein Vater durch seinen Selbstmord nach einem verlorenes Glücksspiel entehrt sei. Lorédan erkennt erschüttert, mit wem er es zu tun hat. Er schuldet André weit mehr als nur die umstrittene Prise (Finale: „Ah! juste ciel! à peine j’y puis croire“).
Szene 11. Lorédan ernennt André vor versammelter Mannschaft zum Kapitän des von ihm erbeuteten Schiffs. Malipieri schwört, sich in Venedig an ihm zu rächen. In diesem Moment erscheinen am Horizont die Umrisse der Stadt. Während Lorédan und Malipieri sich auf den bevorstehenden Machtkampf vorbereiten, jubeln die anderen über die Ankunft in der Heimat.

### Dritter Akt
Große Vorhalle des Palazzo Grimani; im Hintergrund das Meer und die Hauptgebäude Venedigs
Szene 1. Während Lorédan dem Senat Bericht erstattet, schwärmt die allein im Palast wartende Haydée von ihm (Arie Haydée: „Je suis dans son palais“).
Szene 2. Rafaela tritt aufgeregt ein und erzählt Haydée, dass Lorédan beabsichtige, sie noch heute zu heiraten. Dabei liebe sie doch André.
Szene 3. Dieser trifft zusammen mit Domenico in einer Gondel ein (Barkarole André: „Glisse glisse ô ma gondole“). Er soll in der Nachbarschaft eine geheime Botschaft Lorédans überbringen und anschließend im Palast auf ihn warten.
Szene 4. Domenico teilt den Frauen mit, dass der Doge kürzlich gestorben sei und der Zehnerrat nun bis zur Wahl seines Nachfolgers tagen werde.
Szene 5. Der Rat, das Volk und die Soldaten befestigen die erbeuteten türkischen Fahnen an der Palastmauer und feiern den siegreichen Lorédan, der von der großen Ehre sichtlich beschämt ist (Szene Lorédan/Chor: „Flottez étandard du prophête“).
Szene 6. Lorédan hat erfahren, dass Haydée königlicher Abstammung ist. Gesandte aus Zypern haben dem Senat bereits Lösegeld für sie geboten. Dies ist jedoch nicht nötig, da Zypern der Republik Venedig beitreten wird. Als Venezianerin erhält sie außer ihrer Freiheit auch ihre früheren Besitztümer zurück.
Szene 7. André kehrt nach Erledigung seines Auftrags zurück und berichtet Lorédan, dass Malipieri seine Forderung zum Duell ablehne. Er habe sicherere Waffen und hoffe dadurch eine gewisse Hochzeit zu verhindern. Lorédan verkündet daraufhin, dass seine Hochzeit mit Rafaela noch heute vollzogen würde. Nach einer Ermutigung durch Haydée gestehen André und Rafaela, dass sie einander lieben (Szene und Chor: „Ô ciel! qu’avez vous donc tous trois“). Erleichtert darüber, endlich seine Schuld an André wiedergutmachen zu können, genehmigt Lorédan dem Paar die Hochzeit und überträgt ihnen seine sämtlichen Besitztümer. Anschließend schickt er alle fort.
Szene 8. Lorédan kann den bevorstehenden Ehrverlust nicht ertragen und will sich selbst töten. Die Jubelrufe hinter der Szene verstärken seinen Schmerz nur noch. Er stellt seinen Degen auf den Boden, um sich hineinzustürzen.
Szene 9. In diesem Moment erscheint Haydée (Duett Haydée/Lorédan: „Pardonne moi si j’ose te troubler“) und erklärt ihm ihre Liebe. Sie weiß, dass ihm ein Geheimnis zu schaffen macht, will es mit ihm teilen und ihm notfalls bis in den Tod folgen. Da Lorédan sich ihr aus Scham noch nicht offenbaren will, erklärt sie, das Geheimnis ohne seine Mithilfe zu enthüllen. Er soll nur schwören, bis dahin nicht Hand an sich zu legen. Lorédan gibt ein Zeichen der Zustimmung.
Szene 10. Die beiden bemerken, dass sich ihr Gegner Malipieri naht. Haydée schwört Lorédan, dass sie ihn retten werde, und zieht sich zurück.
Szene 11. Malipieri informiert Lorédan darüber, dass der Senat beabsichtige, ihn, den berühmten Krieger, zum Dogen zu wählen. Er droht erneut damit, das belastende Schreiben öffentlich zu machen. Wenn Lorédan ihm allerdings die Hand Rafaelas gebe, werde er ihm den Brief zurückgeben. Lorédan lässt sich jedoch nicht erpressen, sondern befiehlt seinen Leuten, die Hochzeit Rafaelas mit André vorzubereiten.
Szene 12. Um Lorédan zu retten, bietet sich Haydée Malipieri selbst als Sklavin an (Duett Haydée/Malipieri und Chor: „Eh bien puisqu’il le veut“). Der verlangt jedoch mehr – ihre Schätze und sie selbst am Altar der Ehe. Widerwillig stimmt Haydée zu.
Szene 13. Die Bühne füllt sich mit Volk, das die Freiheit Venedigs bejubelt. Drei Senatoren verkünden die Wahl Lorédans zu Dogen. Der zögert jedoch, das Amt anzunehmen.
Szene 14. Haydée flüstert Lorédan zu, dass seine Ehre gerettet sei. Sie gibt ihm das belastende Schreiben und erklärt ihm die Umstände: Sie hat sich für ihn geopfert.
Szene 15. Domenico drängt sich durch die Menge und fordert Gerechtigkeit für André, der Malipieri im Duell getötet hat und mit der Todesstrafe rechnen muss. Lorédan nimmt die Dogenwürde an und begnadigt André als erste Amtshandlung. Anschließend reicht er Haydée die Hand. Alle jubeln (Finale: „Que retentisse dans Venise les clairons“).

## Gestaltung

### Orchester
Die Orchesterbesetzung der Oper enthält die folgenden Instrumente:
- Holzbläser: Piccoloflöte, zwei Flöten, zwei Oboen, zwei Klarinetten, zwei Fagotte
- Blechbläser: vier Hörner, zwei Pistons, drei Posaunen
- Pauken, Schlagzeug: kleine Trommel, große Trommel, Triangel, Becken
- Streicher
- Bühnenmusik: Piccoloflöte, Klarinette, drei Posaunen, Triangel

### Musiknummern
Der Klavierauszug der Oper enthält die folgenden Musiknummern (deutsche Texte nach der Fassung von Carl Gollmick, Mainz 1848):
- Ouvertüre

Erster Akt
- Nr. 1. Introduktion (Lorédan, Malipieri, Chor): „Enfants de la noble Venise“ – „Matrosen, Venetia’s Söhne“ (Szene 1)
- Nr. 1bis. Ritornell
- Nr. 2. Couplets (Haydée): „Il dit qu’à sa noble patrie“ – „Er sagt, seinem Vaterland werde“ (Szene 4)
- Nr. 3. Couplets (Malipieri): „A la voix séduisante, au regard virginal“ – „Durch lockend süße Töne“ (Szene 6)
- Nr. 4. Quartett (Haydée, Rafaela, Lorédan, André): „Mes jours voués à la tristesse“ – „Der Traurigkeit geweihte Stunden“ (Szene 8)
- Nr. 5.
  - Sicilienne (Haydée, Rafaela): „C’est la fête au Liddo“ – „Heute ist der Lido Fest“ (Szene 12)
  - Arie (Malipieri): „Me voici géneral à vos ordres sévères j’accours“ – „Hier bin ich, General! Dem Befehle gehorchend“ (Szene 13)
  - Szene (Lorédan, Malipieri): „Ah! que la nuit est belle“ – „Wie ist die Nacht so labend“ (Szene 13)

Zweiter Akt
- Zwischenaktmusik
- Nr. 6. Arie und Chor (Lorédan, Chor): „Victoire aux enfants de Saint Marc“ – „Sanct Marco’s tapf’ren Söhnen“ (Szene 1)
- Nr. 6bis. Ritornell
- Nr. 7. Arie (Rafaela): „Unis par la naissance“ – „Schon durch Geburt verbunden“ (Szene 4)
- Nr. 8. Couplets und Chor (Haydée): „C’est la corvette qui leste et coquette“ – „Das ist die Corvette, die schmucke Coquette“ (Szene 5)
- Nr. 9. Duett (Lorédan, Malipieri): „Je sais le débat qui s’agite“ – „Ich kenne Euer Thun und Treiben“ (Szene 9)
- Nr. 10. Finale (Haydée, Rafaela, Lorédan, André, Dominico, Malipieri, Chor): „Ah! juste ciel! à peine j’y puis croire“ – „O gerechter Himmel! Ach kann ich es glauben!“ (Szene 10)

Dritter Akt
- Zwischenaktmusik
- Nr. 11. Arie (Haydée): „Je suis dans son palais“ – „Ich bin hier im Palast zu Venedig“ (Szene 1)
- Nr. 12. Barkarole (André): „Glisse glisse ô ma gondole“ – „Schaukle, schaukle, o Gondole“ (Szene 3)
- Nr. 13. Szene und Chor (Lorédan, Chor): „Flottez étandard du prophête“ – „Ihr Fahnen des Propheten wehet“ (Szene 5)
- Nr. 14.
  - Szene und Chor (Haydée, Rafaela, Lorédan, André, Chor): „Ô ciel! - Qu’avez vous donc tous trois“ – „Was habt Ihr denn alle drei?“ (Szene 7)
  - Duett (Haydée, Lorédan): „Pardonne moi si j’ose te troubler“ – „Verzeihe mir, wenn ich erschrecke Dich“ (Szene 9)
- Nr. 15. Duett und Chor (Haydée, Malipieri): „Eh bien puisqu’il le veut“ – „Nun wohl! Weil er es will“ (Szene 12)
- Nr. 16. Finale (Chor): „Que retentissent dans Venise les clairons“ – „Ganz Venedig wird durchklungen“ (Szene 15)

### Musik
Haydée gehört zusammen mit La muette de Portici (1828), Fra Diavolo (1830) und Le domino noir (1837) zu Aubers gelungensten Opern. Die größte Wirkung erreicht er durch den immer gegenwärtigen Gegensatz von äußerer Handlung und den inneren Konflikten der Protagonisten. Besonders die ernsten Stücke wie die Schlafwandelszene („Ah! que la nuit est belle“) im ersten, das Duett Lorédan/Malipieri („Je sais le débat qui s’agite“) im zweiten oder die Duette Haydées mit Lorédan („Pardonne moi si j’ose te troubler“) und Malipieri („Eh bien puisqu’il le veut“) im dritten Akt weisen eine hohe Qualität auf. Die Dramaturgie der einzelnen Musiknummern ist sorgfältig durchdacht. Wie in der Opéra-comique üblich gibt es aber auch einige leichtere Stücke, darunter zwei Barkarolen.
Das Werk zeichnet sich durch hohe Inspiration, farbige Instrumentierung und neuartige harmonische Effekte aus. Die Ouvertüre beginnt mit einem Oboensolo aus Rafaelas Arie „Unis par la naissance“ im zweiten Akt.

## Werkgeschichte

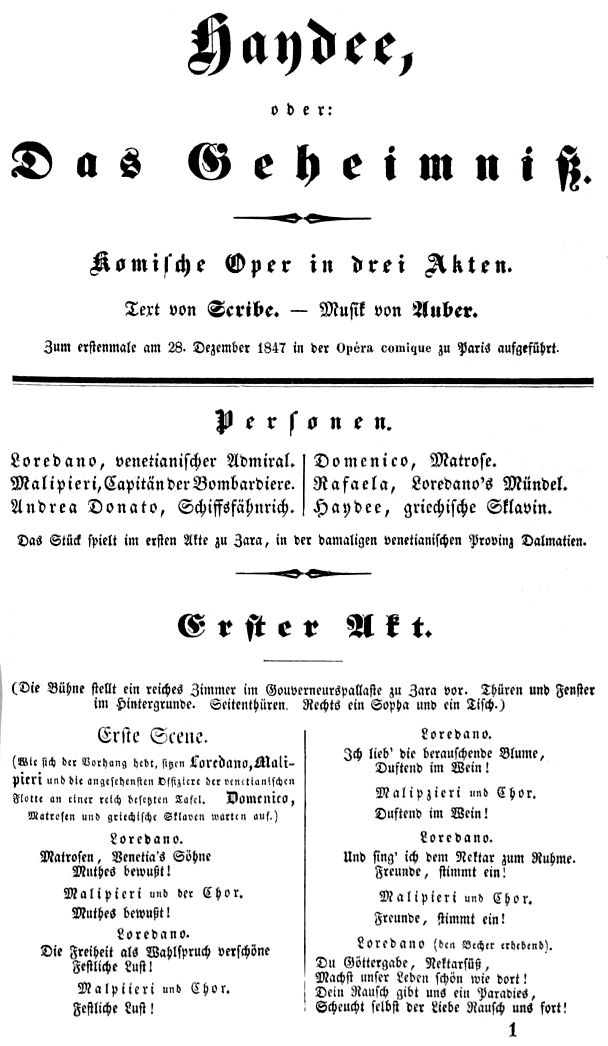
Titelseite des deutschen Librettos, Mainz 1848

Das Libretto dieser ernsten Opéra-comique stammt von Eugène Scribe, der dazu Motive aus Prosper Mérimées Novelle Die Tricktrackpartie (1830) und Alexandre Dumas’ Der Graf von Monte Christo (1845) verwertete. Die Sklavin Haydée ist den Cantos II–IV von Lord Byrons Don Juan entlehnt.
Die Uraufführung fand am 28. Dezember 1847 in der Salle Favart II der Opéra-Comique in Paris unter der Leitung von Théodore Labarre statt. Regie führte Louis Palianti. Die Sänger waren Gustave-Hippolyte Roger (Lorédan Grimani), Léonard Hermann-Léon (Malipieri), Marius-Pierre Audran (André Donato), Edmond-Jules Delaunay-Ricquier (Domenico), Sophie Grimm (Rafaela) und Anne-Benoîte-Louise Lavoye (Haydée).

Kostümbilder von Alexandre Lacauchie, 1847
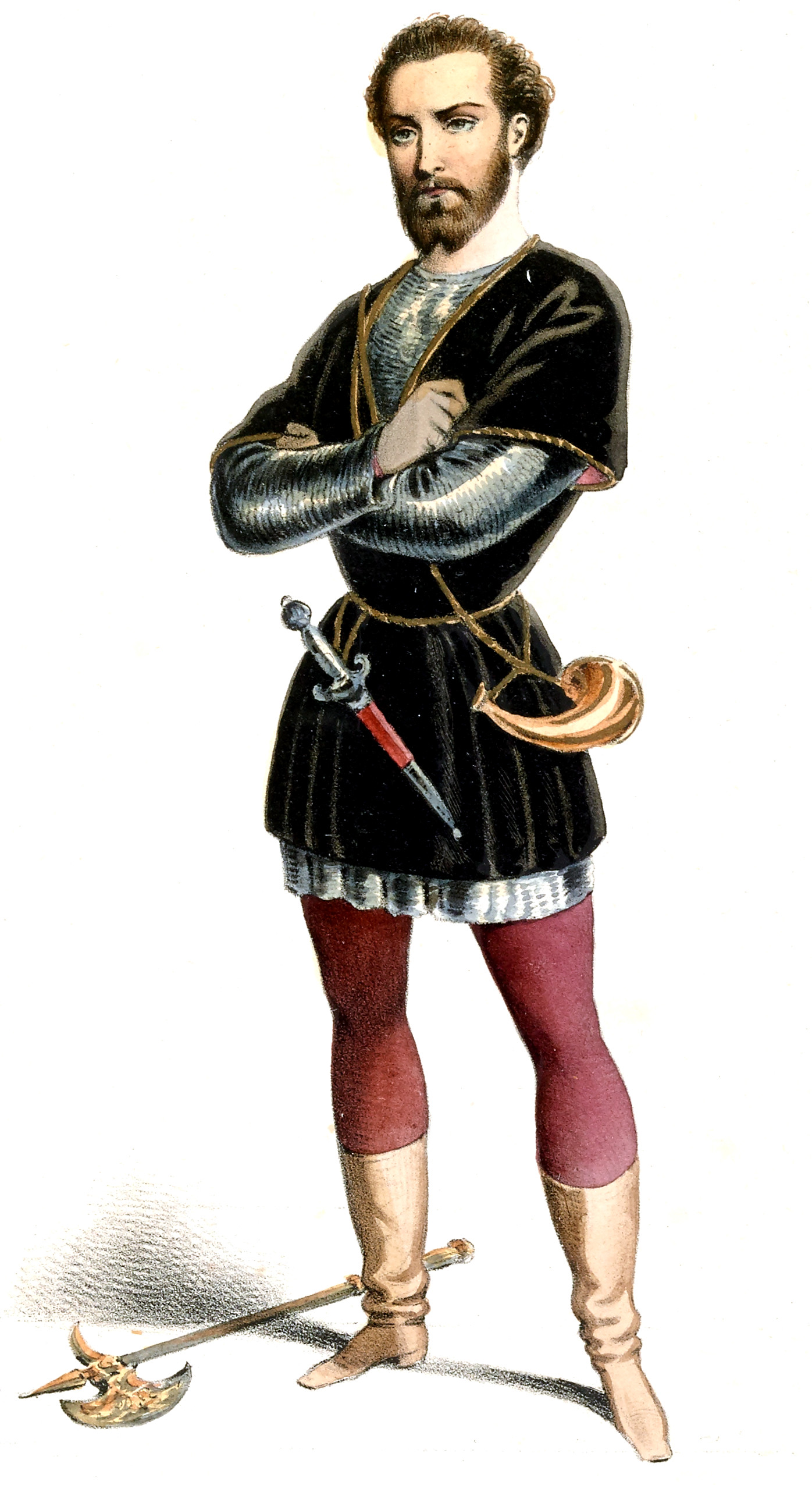
Roger (Lorédan, zweiter Akt)
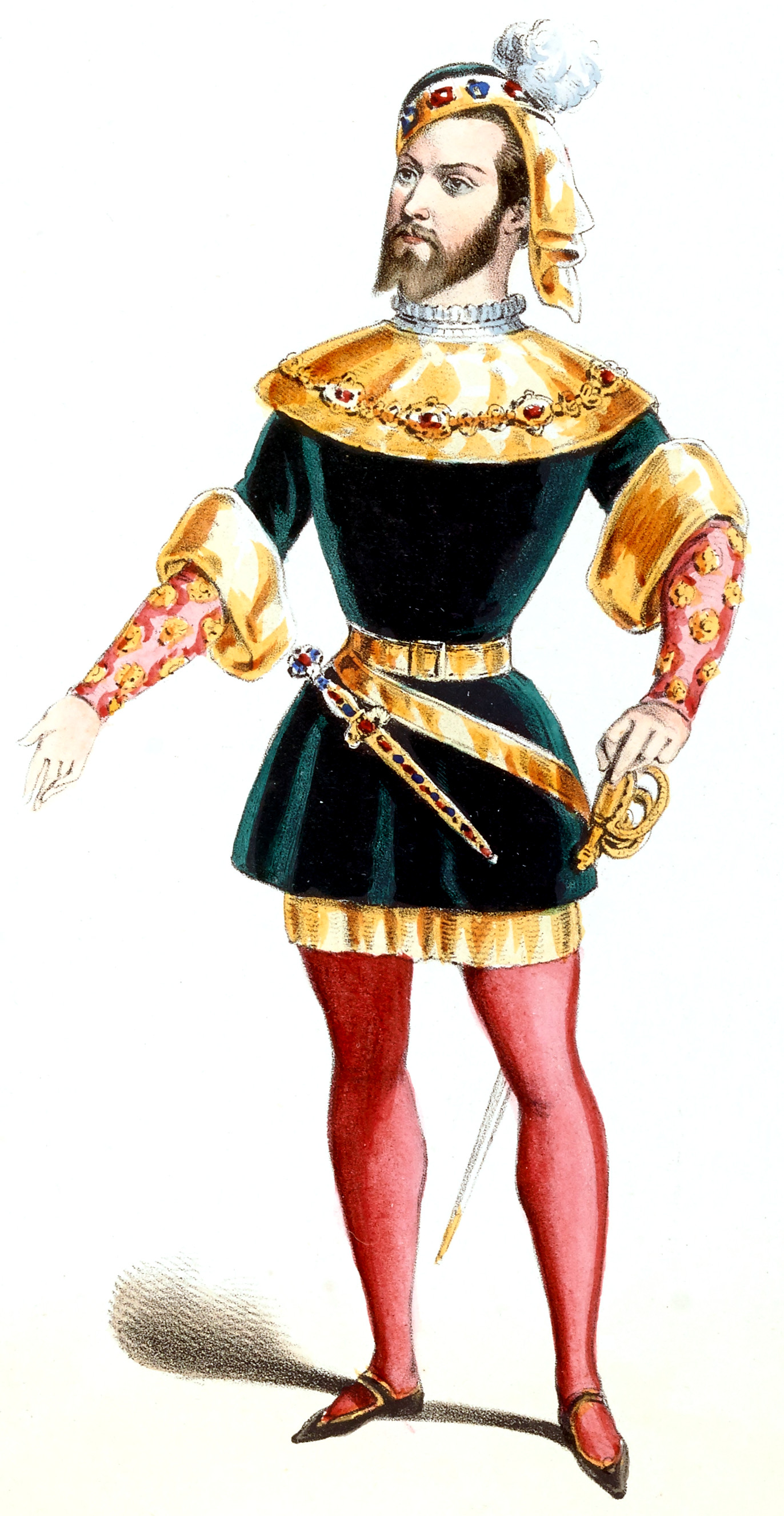
Roger (Lorédan, dritter Akt)
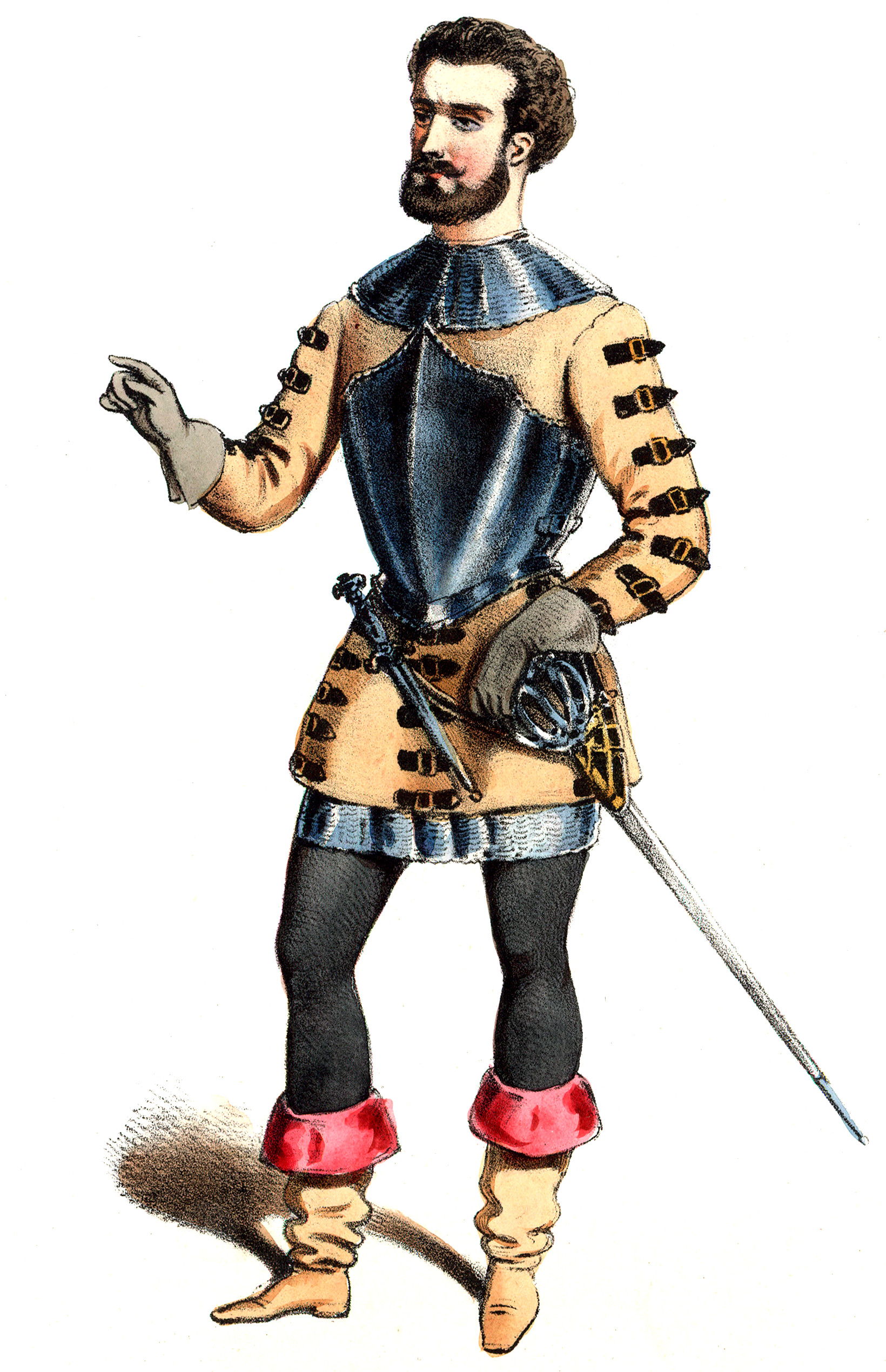
Léon (Malipieri)
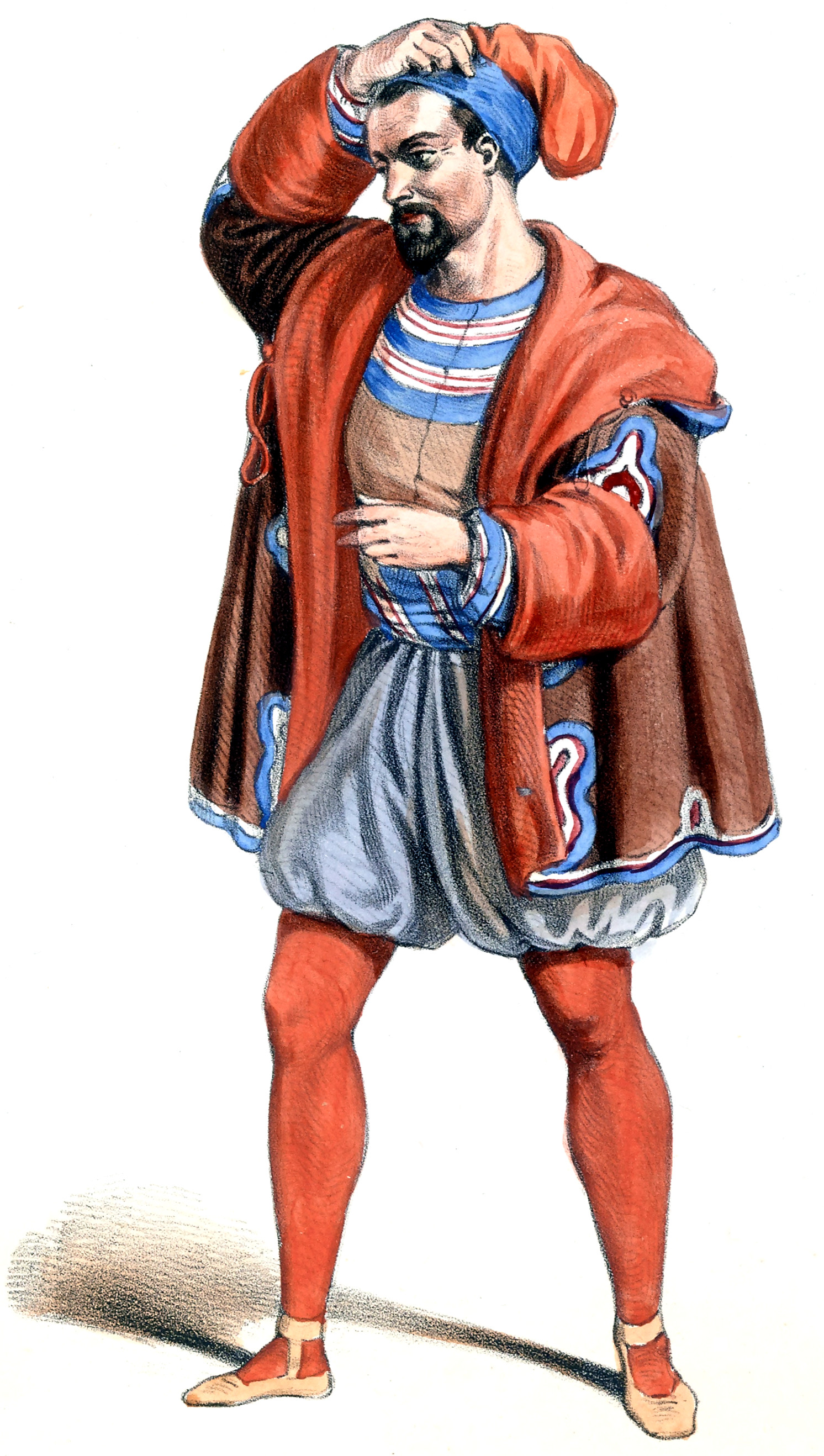
Riquier (Domenico)
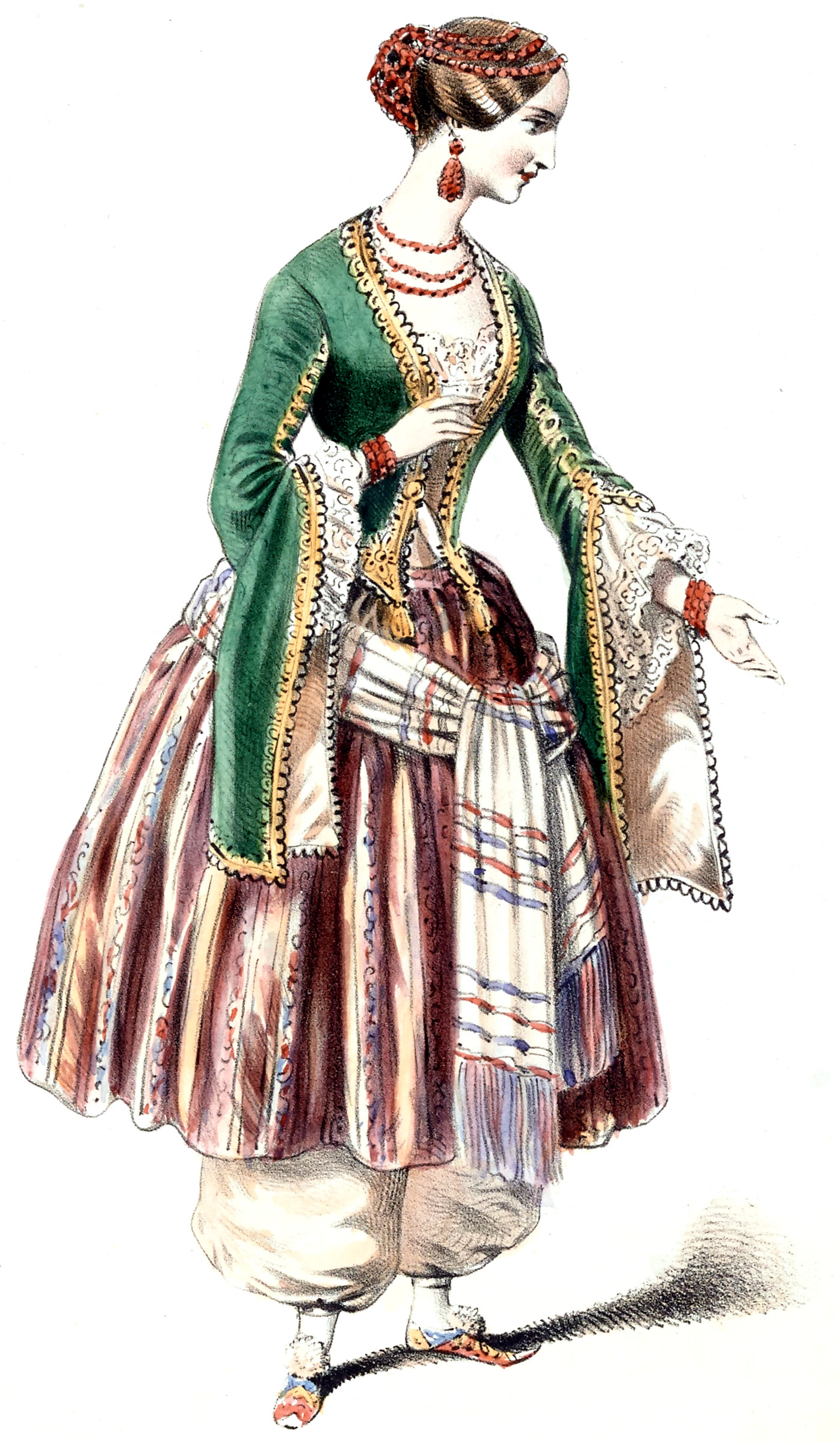
Lavoye (Haydée, zweiter Akt)
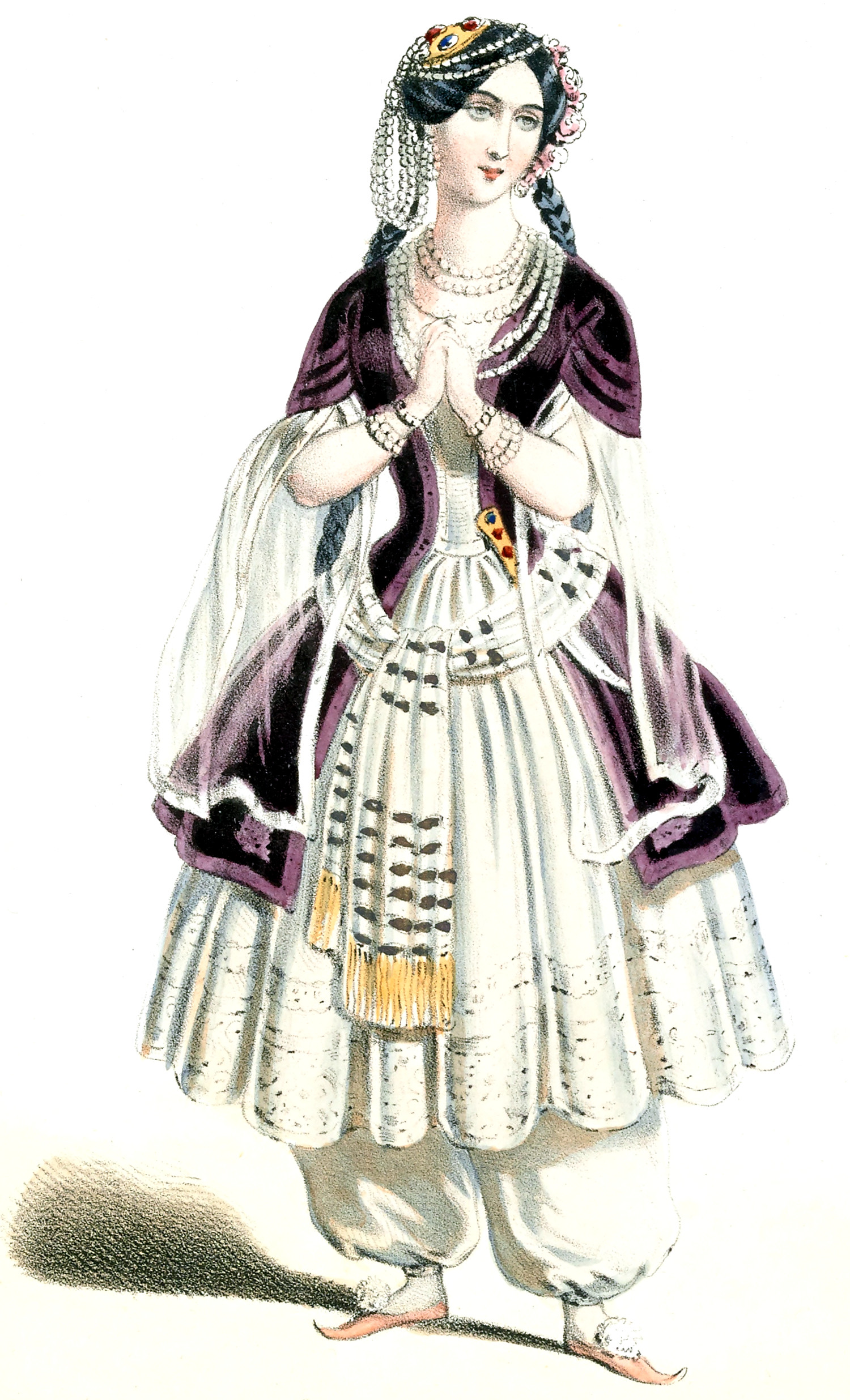
Lavoye (Haydée, dritter Akt)

Haydée war in Paris eine von Aubers erfolgreichsten Opern. Sie hielt sich dort mit einigen Pausen bis 1894 im Programm und wurde 499 Mal gespielt. Allein in den Jahren 1847 bis 1850 gab es 100 Aufführungen. Fast alle Musiknummern erhielten große Popularität.
In Deutschland fand das Werk nur wenig Interesse. Hier gab es nur einige Produktionen in den Jahren 1848/1849. Die deutsche Übersetzung stammt von Carl Gollmick. Englische Fassungen schufen G. H. Davidson (Text) und G. Soane (Musik) sowie H. F. Chorley (Text) und Lewis Henry Lavenu (Musik). Beide wurden 1848 als Klavierauszug in London herausgegeben. In Barcelona wurde das Werk 1852 unter dem Titel Haydea, o El secreto gespielt. Eine spanische Zarzuela-Fassung von R. Puente y Branas (Text) und Francisco Asenjo Barbieri (Musik) erschien 1871 in Madrid.
Am 22. November 1891 gab es eine Produktion am Théâtre du Châtelet, für die Philippe Chaperon die Ausstattung und Charles Bianchini die Kostüme beisteuerte.
Chaperon zitierte dabei seinen eigenen Entwurf des Admiralsschiffs aus der Pariser Uraufführung von Giacomo Meyerbeers Oper L’Africaine.
2004 zeigte das Théâtre Impérial de Compiègne diese Oper in einer Inszenierung von Pierre Jourdan unter der musikalischen Leitung von Michel Swierczewski. Von der Produktion ist ein Video-Mitschnitt verfügbar. Sie wurde 2006 wieder aufgenommen.

## Aufnahmen
- 2004 – Michel Swierczewski (Dirigent), Pierre Jourdan (Inszenierung), André Brasilier (Ausstattung), Jean-Pierre Capeyron (Kostüme), Thierry Alexandre (Licht), Orchestre Français Albéric Magnard, Chœurs Fiat Cantus.
 Bruno Comparetti (Lorédan Grimani), Paul Medioni (Malipieri), Mathias Vidal (André Donato), Stéphane Malbec-Garcia (Domenico), Anne-Sophie Schmidt (Rafaela), Isabelle Philippe (Haydée).
 Video; live aus dem Théâtre Impérial de Compiègne.[7][8]

## Digitalisate
- Haydée: Noten und Audiodateien im International Music Score Library Project
- Klavierauszug, Paris 1850. Digitalisat bei Gallica
- Gesangspartitur mit Szenenbeschreibungen (französisch), Brandus/Dufour, Paris 1868. Digitalisat bei Gallica
- Libretto (französisch) in der Gesamtausgabe der Werke Eugène Scribes, Paris 1877–1888, Sér. 4, Vol. 14. Digitalisat bei Gallica
- Carl Gollmick: Haydee, oder: Das Geheimniß. Libretto (deutsch), Mainz 1848. Digitalisat des Münchener Digitalisierungszentrums
- Haydea, o, El secreto. Libretto (spanisch), Barcelona 1852. Digitalisat bei Google Books